# Krupnokljuni zovoj
Krupnokljuni zovoj (lat. Pachyptila vittata) je vrsta morske ptice iz roda Pachyptila. Sivobijele je boje. Kljun joj je crne boje. Duga je 25-30 cm, a teška 160-235 grama. Ima raspon krila 57-66 cm. Jako je društvena ptica, te se često viđa u velikom jatu. Jede rakove, ribe i lignje. Hranu nalazi uglavnom na površini vode. Procijenjena populacija ovih ptica iz 2009. je 15 000 000 jedinki. Populacija opada zbog napada grabežljivaca na ove ptice.

## Razmnožavanje
Ove ptice se gnijezde u velikim kolonijama na liticama. Postavljaju jedno bijelo jaje iz kojega se izlegne ptić za 50 dana. Oba roditelja brinu za njega 50 dana, kada postaje samostalan. Opasnost za gnijezda su mačke i štakori.

## Vanjske poveznice
|  | Zajednički poslužitelj ima još gradiva o temi Pachyptila vittata |
|  | Wikivrste imaju podatke o taksonu Pachyptila vittata             |

- Bird Life International  Arhivirana inačica izvorne stranice od 5. siječnja 2009. (Wayback Machine)